# Феневское сельское поселение
Феневское се́льское поселе́ние — муниципальное образование в составе Кесовогорского района Тверской области. На территории поселения находятся 27 населенных пунктов. Центр поселения — деревня Фенево.

## Географические данные
- Общая площадь: 168,8 км²
- Нахождение: северо-восточная часть Кесовогорского района
  - Граничит:
    - на севере — с Сонковским районом, Койское СП
    - на востоке — с Ярославской областью, Мышкинский район
    - на юго-востоке — с Кашинским районом, Шепелевское СП
    - на юго-западе — с Никольским СП
    - на западе — с Кесовским СП.

Главная река — Корожечна.

## История
Образовано в 2005 году, включило в себя территории Феневского и Федцовского сельских округов.

## Население
| 2005 | 2010 | 2011 | 2012 | 2013 | 2014 | 2015 |
| ---- | ---- | ---- | ---- | ---- | ---- | ---- |
| 696  | ↘471 | ↗474 | ↘455 | ↘440 | ↘409 | ↗415 |
| 2016 | 2017 | 2018 | 2019 | 2020 | 2021 |      |
| ↘407 | ↘391 | ↘382 | ↗387 | ↘382 | ↗414 |      |

На 2008 год — 615 человек.

Национальный состав: русские.

## Населенные пункты
На территории поселения находятся следующие населённые пункты:
| №  | Тип нп | Название         | Население (2008 год) |
| -- | ------ | ---------------- | -------------------- |
| 1  | дер.   | Большая Петровка | 1                    |
| 2  | дер.   | Васильково       | 31                   |
| 3  | дер.   | Дубово           | 1                    |
| 4  | дер.   | Жданово          | 0                    |
| 5  | дер.   | Латыгино         | 32                   |
| 6  | дер.   | Лемехово         | 9                    |
| 7  | дер.   | Лычаново         | 16                   |
| 8  | дер.   | Маурино          | 14                   |
| 9  | дер.   | Малая Петровка   | 0                    |
| 10 | дер.   | Плосково         | 1                    |
| 11 | дер.   | Плющево          | 4                    |
| 12 | дер.   | Подосиновка      | 8                    |
| 13 | дер.   | Полузьево        | 3                    |
| 14 | дер.   | Рождествено      | 25                   |
| 15 | дер.   | Семёновское      | 1                    |
| 16 | дер.   | Усаты            | 10                   |
| 17 | дер.   | Чулково          | 1                    |
| 18 | дер.   | Федцово          | 165                  |
| 19 | дер.   | Бровцино         | 6                    |
| 20 | дер.   | Брылино          | 139                  |
| 21 | дер.   | Козлиха          | 2                    |
| 22 | дер.   | Лбово            | 5                    |
| 23 | дер.   | Лбовские Хутора  | 20                   |
| 24 | дер.   | Порядино         | 11                   |
| 25 | дер.   | Сывороткино      | 1                    |
| 26 | дер.   | Фенево           | 108                  |
| 27 | дер.   | Юркино           | 1                    |

### Бывшие населенные пункты
- Колыжино
- Анютино
- Гусаки
- Белораменье
- Заречье
- Токарево
- Игумново

## История
В XVIII—XIX вв. территория поселения относилась к двум губерниям: северо-западная часть к Кашинскому уезду Тверской губернии (части Брылинской и Койской волостей), юго-восточная к Мышкинскому уезду Ярославской губернии (Васильковская волость). В 1922 году Постановлением Наркомата внутренних дел Васильковская волость Мышкинского уезда Рыбинской губернии вошла в состав Кашинского уезда. В 1927 году Кашинский уезд был упразднен и территория поселения отошла к Бежецкому уезду. В 1929 году Тверская губерния ликвидирована и территория поселения вошла во вновь образованный Кесовский (Кесовогорский) район Московской области. С 1935 по 1990 год территория поселения относится к Кесовогорскому району Калининской области (кроме 1962—1965 годов, когда территория входила в Кашинский район). С 1990 — в Тверской области, Кесовогорский район.

## Известные люди
В ныне не существующей деревне Гусаки родился Василий Петрович Виноградов, участник революционного движения, партийный и государственный деятель, дважды Герой Социалистического Труда.